# Romanze (Musik)
Die Romanze in der Musik ist eine Gattung, die geschichtlich aus der höfischen Musik des spanischen Mittelalters bis ins 20. Jahrhundert reicht. Als Haupttypen können unterschieden werden:
- Die spanische Romanze vom Mittelalter bis ins 20. Jahrhundert
- Die vokale französische Romanze vom Anfang des 18. Jahrhunderts bis in die 2. Hälfte des 19. Jahrhunderts
- Die vokale deutsche Romanze vom Ende des 18. bis zum Ende des 19. Jahrhunderts
- Die vokale Romanze in Skandinavien, Italien, England und Russland vom späten 18. bis zum Ende des 20. Jahrhunderts
- Die instrumentale Romanze der europäischen Musik von der Mitte des 18. bis zum Anfang des 20. Jahrhunderts.

## Die Romanze in der spanischen Musik bis zum Ende des 17. Jahrhunderts
Eine Romanze (von lateinisch romanice oder provenzalisch romans, mit der Bedeutung „in der romanischen Volkssprache verfasst“) ist ursprünglich eine Form des erzählenden Liedes, inhaltlich mit der europäischen Volksballade vergleichbar, und kann als deren spanische Variante gelten. Mit der Ausdehnung des spanischen Herrschaftsbereichs ist sie ab dem 16. Jahrhundert in alle damals bekannten fünf Kontinente vorgedrungen. Sie ist als Gattung seit dem 14. Jahrhundert dokumentiert und geht nach Auffassung des spanischen Historikers Ramón Menéndez Pidal (1953) auf mündlich überlieferte Epen zurück, die zuerst von den juglares (Spielleuten) an den fürstlichen Höfen gesungen wurden und auf diesem Wege von der Volksmusik übernommen wurden. Diese musikalische Form ist in allen Ländern mit ibero-romanischen Sprachen (spanisch, katalanisch, galicisch und portugiesisch) verbreitet und noch heute lebendig; hier bedeutet die Bezeichnung Romancero eine Sammlung von erzählenden Volksliedern. In den lateinamerikanischen Ländern wird sie heute hauptsächlich von der schwarzen Bevölkerung gepflegt. Bei der Vertreibung der sephardischen Juden aus Spanien und Portugal am Ende des 15. Jahrhunderts nahmen diese die Romanzen in ihre neue Heimat mit und haben sie dort (Maghreb, Griechenland, Balkan, Naher Osten) über Jahrhunderte hinweg, unabhängig von ihrer früheren Heimat, erhalten; in diesen Romanzen haben alttestamentliche Themen ein größeres Gewicht als in den hispanischen Romanzen.
Die einstimmigen spanischen Romanzen gliedern sich in folgende Gruppen:
- Die traditionellen Romanzen einschließlich der Spielmanns-Romanzen (romances juglarescos),
- die neueren Erzähllieder.

Dagegen gibt es bei den mehrstimmigen Romanzen folgende Gruppen:
- Die alten Romanzen (romances viejos), einschließlich der romances noticieros, die über zeitgenössische Ereignisse berichten,
- die Kunst-Romanzen (romances artificiosos) mit ihrer Variante der romances novelescos (fiktionale Romanzen).

Sowohl die einstimmige volksmusikalische Romanze wie die mehrstimmigen Versionen sind durch ihre literarische Form festgelegt, nämlich durch eine Aneinanderreihung von 8 + 8, seltener 6 + 6 Silben mit Reim-Ende, wobei dieses Gleichmaß in der mündlichen Überlieferung durchbrochen wurde (unregelmäßige Silbenzahl, wechselnde Reime oder gelegentliches Fehlen eines Halbverses). Die einstimmigen Romanzen haben im Allgemeinen keine fest zugeordnete Melodie. Die Wahl der Melodie hing nicht vom Text, sondern von der jeweiligen Funktion des Gesangs ab. Die benutzten älteren Melodien sind strukturell häufig archaisch mit einem kleinen Tonumfang (Terz, Quart oder Quinte) und gehen oft von gregorianischen Melodien aus. Die etwas jüngeren Melodien, oft Erweiterungen der älteren, mit Sext- bis Oktav-, selten Dezimen-Umfang, besitzen vier und mehr Verszeilen, sind meist wellenförmig mit fallender Tendenz oder fallend. Die Romanze als Lied konnte verschiedenen Liedtypen angehören, so Stücken für den Jahreskreis oder Kirchenjahres-Kreis (Weihnachten, Epiphanias, Passion, Mai- und Marienlieder), für den Lebenslauf (Geburt, Hochzeit, Tod); es gibt Wiegen- und Kinderlieder sowie Arbeitslieder (pflügen, ernten, dreschen). Auch gab es nicht festgelegte Romanzen, die beispielsweise in der Spinnstube, beim Festessen oder zur Kirchweihe gesungen werden konnten; auch die Romanzen als Tanzlieder gehören hierzu. Der Rhythmus der gewählten Melodie wurde vom Typ der Romanze bestimmt, z. B. für Erntelieder, Arbeits- oder Tanzrhythmen oder eine freirhythmische Melodik, und isorhythmische Melodien für Weihnachts- und Mailieder. Als besondere Form hat sich im Verlauf der Maurenkriege der Typ des romance frontiziero (Grenz-Romanze) gebildet, in dem Ereignisse an der Grenze zwischen beiden Gegnern erzählt wurden, und nach dem Fall von Granada 1492 entstand der Typ der romance morisco im Zuge der aufkommenden Maurophilie.
Sehr vielfältig waren in der einstimmigen spanischen Romanze die Möglichkeiten der praktischen Ausführung. Sie wurde solistisch oder von einer Gruppe gesungen. Ein solistischer Vortrag konnte vom Sänger selbst oder einem Instrumentalisten begleitet werden, und zwar mit Drehleier (Galicien), Geige, rabel oder mit Zupfinstrumenten (Galicien, Kantabrien, Provinz Ávila). Beim Gesang in der Gruppe konnten Schlaginstrumente wie pandero, Schellentrommel oder Kastagnetten hinzutreten, aber auch passende Gebrauchsgegenstände wie Emailteller, Blechtornister und ähnliche (Teneriffa, Galicien, Kastilien, Andalusien), und zwar besonders dann, wenn ein Stück als Tanzlied in der Spinnstube, als „Heischelied“ zu Weihnachten oder als Prozessionsgesang erklang. Tempo und rhythmische Gestaltung bestimmten dabei wesentlich den Charakter der Darbietung, wobei ein rasches Tempo bei engräumig-gleichmäßiger Melodie den Ablauf des Geschehens hervorhob und ein langsamer Vortrag mit rhythmisch differenzierter Melodie mehr die einzelnen Motive einer Erzählung hervortreten ließ. Darüber hinaus gab es für den Sänger noch verschiedene Möglichkeiten der Steigerung, wie Auflösung der rhythmischen Struktur, Zusammenziehung von Verszeilen und Weglassen von Wiederholungen und ihr späteres Anhängen.
Viele Melodien wurden mittels Klangsilben oder durch Refrains erweitert; dies reichte von kurzen Einschüben bis zu selbständigen Melodiezeilen mit unabhängiger Länge, wodurch asymmetrische Strophenformen entstanden, bei denen die so getrennten Textmotive stärker hervortraten. Je nach Begabung und Flexibilität des Sängers konnten sehr viele Melodievarianten entstehen; es war sogar eine Improvisation über eine isorhythmische Verszeile möglich. Romanzen als Erntelieder zum Kornschneiden gab es besonders im nördlichen Grenzgebiet zwischen Spanien und Portugal (spanische Provinz Ourense / portugiesischer Distrikt Bragança), bei denen die freirhythmischen, getragenen Melodien einen Vorrang vor dem Text hatten, weil hier das Singen der Zusammengehörigkeit der Ausführenden diente und nicht dem Vortrag einer Erzählung. Die Melodien der sephardischen Romanzen unterschieden sich nicht grundsätzlich von den iberischen Formen, jedoch übernahmen die Sänger vor allem im Nahen Osten die Melodien und Gesangspraktiken der jeweiligen Länder. Gerade im östlichen Mittelmeer (Rhodos, Saloniki) gab es hier Melodien, deren Ablauf den Text ignorierte, so dass dieser ganz hinter den getragenen und ausdrucksvollen, melismatischen Melodien zurücktrat.

## Die neuere einstimmige spanische Romanze ab dem 18. Jahrhundert
Im 18. und am Anfang des 19. Jahrhunderts ist in Spanien ein Typ des neueren Erzähllieds entstanden, der dem Moritaten-Lied und dem Bänkelgesang anderer Länder entspricht, genannt romance de cordel („Schnur-Romanze“) oder romance de ciego („Blinden-Romanze“). Blinde Sänger, die sich ihr Brot auf Jahrmärkten und Festen verdienten, auch durch den Verkauf von Textblättern, verbreiteten diesen Typ im Land. Die Gliederung der Texte bestand aus fortlaufenden Doppelzeilen mit wechselndem Reim; die Texte selbst waren rührselig, schwülstig oder burlesk. Auf diesem Wege wurde diese Romanze schnell vom Volksgesang aufgegriffen und besonders von Frauen gern gesungen.
Um die Mitte des 19. Jahrhunderts entstand ein neues Interesse an der volkstümliche Romanze, so dass von Agustín Durán (1789–1862) in den Jahren 1849 und 1851 ein erster romanzero (Sammlung von Romanzen) erschien. Dem folgten in verschiedenen iberischen Randgebieten weitere derartige Sammlungen und Studien, so 1856 in Asturien, 1867 in Portugal und 1874 in Katalonien. Auf der Basis dieser Veröffentlichungen haben der Spanier Marcelino Menéndez y Pelayo (1856–1912) und der Portugiese Teófilo Braga (1843–1924) ihre systematischen Sammlungen von Romanzen begonnen, und es ist eine zunehmende Zahl regionaler „Romanzeros“ erschienen. Im Jahr 1900 hat Ramón Menéndez Pidal das Archivo Menéndez Pidal gegründet; seine Arbeitsmethode wurde zum Vorbild für die systematische Sammlung und Edition von Romanzen. Die Melodien blieben hier jedoch weitgehend unberücksichtigt, weil man eine Romanze überwiegend literarisch verstand und die Melodien nur als Mittel zum Vortrag betrachtet wurden. Die frühesten Aufzeichnungen von Melodien erfolgten erst durch M. Manrique de Lara (sephardische Romanzen) etwa 1911 sowie durch Dádasmo Ledesma 1907 und Felipe Pedrell 1919/20. Die Wirkung der Romanze seit ihrer Wiederentdeckung und Sammlung reicht bis in die spanische, portugiesische und lateinamerikanische Literatur der Gegenwart.
Gegen Ende des 19. Jahrhunderts wurden örtlich gebundene Karnevalslieder bekannt, welche meistens auf scherzhafte Weise aktuelle Themen aus Politik und Alltag aufgegriffen haben. Hier wurden häufig von Strophe zu Strophe Ortschaften, Nachbarn oder Berufe aufs Korn genommen; dazu gab es auch die eigentümliche, nur gebietsweise auftretende burleske Sonderform des Tiertestament-Liedes. Dies Karnevalslieder sind heute jedoch weitgehend unbekannt, weil sie die mündliche Tradition nur fragmentarisch überlebt haben oder ganz in Vergessenheit geraten sind.

## Die mehrstimmige spanische Romanze
In der spanischen Renaissance und im frühen Barock war die Romanze eine der am weitesten verbreiteten poetischen und musikalischen Gattungen. Im Gegensatz zu den Balladen in anderen europäischen Ländern war sie in Spanien nicht nur im volkstümlichen Bereich, sondern in allen sozialen Schichten verbreitet; sie wurde im spanischen „Goldenen Zeitalter“ (siglo de oro), also im 16. und 17. Jahrhundert, von den führenden Vertretern in Literatur und Musik kultiviert. Dieser Aufstieg der Romanze aus der Volksmusik der untersten Schichten zur angesehenen Kunstgattung bei Hofe lässt sich aus der literarischen Überlieferung der Zeit kurz vor und während der Herrschaft von Isabella I. und Ferdinand II. (1469–1516) ablesen. Die Romanzen wurden von den Spielleuten ebenso gesungen wie von den Sängern der Hofkapelle und den königlichen Hofdamen. Die Poeten bei Hofe versahen die alten Romanzentexte mit Kommentaren und schrieben neue Texte, welche anschließend von Musikern mehrstimmig vertont wurden.
Das bedeutendste mehrstimmige Sammelwerk aus dieser Zeit stellt der Cancionero Musical de Palacio aus der Zeit um 1500 dar; die in dieser Sammlung enthaltenen 37 Romanzen zu drei bis vier Stimmen sind etwa zu zwei Dritteln anonym. Die restlichen etwa 12 komponierten Romanzen werden Komponisten wie Juan de Anchieta (um 1462–1523), Juan del Encina (1468–1530), Lope Martines, Francisco Milán, Antonio de Ribera († um 1529) und Francisco de la Torre (fl. 1483–1504) zugeschrieben. Der Cancionero Musical enthält darüber hinaus auch canciones und Villancicos, jedoch zeigen die vertonten Romanzen im Gegensatz zu letzteren deutliche Merkmale einer bestimmten Gattung in drei Hinsichten. Zum einen bestehen sie aus Vierzeilern mit je vier Phrasen, die vier achtsilbigen Versen entsprechen (gelegentlich stattdessen auch eine Couplet-Struktur tragen). Zum zweiten bestehen die meisten Stücke aus homorhythmischen, choralartigen Sätzen mit einer Fermate am Ende einer Phrase, wobei die Oberstimme in relativ tiefer Lage nur einen kleinen Tonumfang hat; darüber hinaus besitzen viele Vertonungen Vorhalte und ausgezierte Kadenzformeln, was auf den Einfluss der burgundischen Chanson hindeutet. Als drittes Kennzeichen ist die Vertonung in proportio dupla mit langsamer Bewegung mit in ihrer Relation längeren Tondauern zu nennen; dieser Stil findet später seine Fortsetzung in den Tempobezeichnungen der Romanzen in den Vihuela-Drucken des 16. Jahrhunderts.
Nachdem sich zum Ende des 15. Jahrhunderts der Buchdruck in ganz Europa ausgebreitet hatte, wurden Texte von Romanzen auf großen Flugblättern (pliegos sueltos) verbreitet; bedeutender waren gedruckte Sammlungen wie der Cancionero de romances (erschienen Antwerpen 1547/49) und Silva de varios romances (Saragossa 1550–1552), wobei die bis dahin bekannten Romanzen romances viejos („alte Romanzen“) genannt wurden, im Wissen um deren historische Ursprünge. Diese Sammlungen enthalten jeweils um die 30 Stücke, meistens für Singstimme und Vihuelabegleitung. Die verschiedenen Typen der Romanzen sind dabei weitgehend erhalten geblieben, allenfalls sind zu nennen die Rahmung einer Romanze durch zwei vierzeilige Einzelstrophen, Wiederholungen und interne Variationen. Es sind Stücke von Luis de Milán, Luis de Narváez, Alonso Mudarra, Enríquez de Valderrábano, Juan Bermudo, Diego Pisador, Miguel de Fuenllana und Luis Venegas de Henestrosa enthalten. Den ursprünglichen volkstümlichen Romanzen stehen die einfach gehaltenen Stücke Luis de Miláns am nächsten. Andere Instrumentalkomponisten orientierten sich stark an der Vokalpolyphonie ihrer Zeit, woraus sich ergibt, dass viele ihrer Romanzen vermutlich durch eine Intabulierung vorhandener Stücke für Singstimmen entstanden sind.
Die in den genannten Überlieferungen enthaltenen Texte der Romanzen besitzen viele Entsprechungen in zeitgenössischen Textsammlungen, jedoch ist nicht sicher, ob die zugehörigen Melodien traditionell sind oder Neuschöpfungen im alten Stil darstellen, weil Volksmelodien in der Regel nicht notiert wurden. Nur wo literarisch-musikalische Parallel-Überlieferungen vorhanden sind, lässt sich die Übernahme und Anpassung populärer Melodien erkennen. Außerdem ist nicht sicher, dass die mündliche Überlieferung von Romanzen bis ins 20. Jahrhundert auch die Melodien beibehalten hat; die Mehrzahl der alten Romanzentexte hat wahrscheinlich im Laufe von fünf Jahrhunderten neue Melodien angenommen. Es konnte aber in jüngerer Zeit nachgewiesen werden, dass einige Melodien von sephardischen Romanzen mit solchen des 16. Jahrhunderts übereinstimmen bzw. ähnliche Stilmerkmale aufweisen.

## Die bewusst kunstvolle spanische Romanze
In den 80er Jahren des 16. Jahrhunderts kamen kunstvolle und stilisierte Gedichte auf, welche romances nuevos, auch romances artificiosos genannt wurden. Herausragender Vertreter dieser Richtung war Lope de Vega (1562–1635), neben ihm die Dichter Luis de Góngora (1561–1627), Juan Salinas, Pedro Liñán de Riaza, Antonio Hurtado de Mendoza (1586–1644) und Francisco de Quevedo (1580–1645). Viele dieser Romanzen, meist solche mit ländlichen Themen oder Liebesthemen, verbreiteten sich bald als Volkslieder, wurden in vielen Anthologien gesammelt und wurden Bestandteile von Romanen und Theaterstücken. In der ersten Hälfte des 17. Jahrhunderts wurden Hunderte von mehrstimmigen Vertonungen solcher Romanzen für zwei bis vier Stimmen, auszuführen für Sologesang mit Instrumenten, in manuskriptmäßigen Cancioneros aufgenommen. Als Komponisten sind hier Matheo Romero (um 1575–1647), Juan Blas de Castro (1561–1631), Gabriel Díaz (um 1590 – nach 1631), Álvaro de los Ríos, Juan de Palomares (um 1575 – vor 1609), Joan Pau Pujol (um 1575–1626), Manuel Machado (1590–1646), Manuel Correa (um 1600–1653) und Carlos Patiño (1600–1675) zu nennen.
Der hauptsächliche Unterschied zur früheren Romanze bestand in der Hinzufügung eines Estribillo (Refrain), der im Normalfall aus der literarisch-musikalischen Tradition außerhalb der Romanze kam. Der Estribillo unterbrach die Romanze nach einer beliebigen Anzahl von Strophen oder folgte am Schluss. Zusätzliche Möglichkeiten der Erweiterung entstanden durch Hereinnahme der Elemente letrilla, romancillo und copla zum Estribillo, wodurch dieser im Zuge solcher Erweiterungen zum Schwerpunkt der Komposition wurde und die ganze romance nueva auf diesem Wege zu einer stilistischen Vielfalt gelangte, die vom Wechselspiel rhythmischer Muster bis zu den verschiedensten madrigalähnlichen Formen gelangte. Diese können mit ihren vielfältigen Kontrasten, ihren Unterbrechungseffekten und unerwarteten harmonischen Fortschreitungen sowie ihrer freieren Behandlung von Dissonanzen als erste Formen frühbarocker Polyphonie angesehen werden.
Die Entfaltung der dramatischen musikalischen Formen des Barock und seiner Kombination von stilistisch stark verschiedenen Elementen wie Rezitativen, Arien und Chören hat dann das allmähliche Ende der Romanze als einheitliches, mehrstimmiges Kunstlied herbeigeführt. Die später entstandenen Romanzen erschienen unter Bezeichnungen, die meistens aus dem Bühnenbereich stammten, wie tono humano, tonada humano, aria, copla, baile und jácara; viele andere wurden zum Bestandteil von cantadas und geistlichen Villancicos. In der 1. Hälfte des 17. Jahrhunderts unterschieden sich solche Romanzen stilistisch kaum noch von den mehrstimmigen Cancioneros; jedoch lassen sich in der 2. Hälfte und im frühen 18. Jahrhundert stärkere Varianten feststellen.

## Die vokale französische Romanze
Die erste begriffliche Erwähnung der romance in Frankreich versteht diese ausschließlich als literarische Gattung; in dem Nouveau Dictionnaire de l’Académie française dédié au Roy (Paris 1718) heißt es hierzu: „une sorte de Poësie en petits vers, contenant quelque ancienne histoire“. Hier war der bedeutendste Romanzendichter des 18. Jahrhunderts François-Augustin Paradis de Moncrif (1687–1770), der zum Teil auf spanische Vorbilder zurückgegriffen hat. Erst nach 1750 wurden auch die zugehörigen Melodien romance genannt, so Jean-Jacques Rousseau (1712–1778) in seinem Dictionnaire de musique (Paris 1768): „air sur lequel on chante un petit Poëme du même nom“; er forderte im Sinne der geltenden Lied-Ästhetik eine gefühlsbetonte Einfachheit und verwendete Romance im Jahr 1752 erstmals als Liedtitel. Vokale Romanzen, einstimmig und leicht singbar, erschienen erstmals in Sammlungen von Charles Delusse (um 1720–1774; „Le Recueil de romances historiques, tendres et burlesques“, Paris 1767 und 1774) und von Arnaud Berquin (1747–1791; „Romances par A. Berquin“, Paris 1776). Berquin versteht Romanzen als Mittel zur Charakterbildung und auch als Gegenkraft zur italienischen Arie.
Ab den 1780er Jahren kam die Romanze in Frankreich als strophisches Sololied mit Klavierbegleitung auf (aber auch mit Gitarre, Harfe oder Lyra), auch erweitert durch Vor- und Nachspiele, und der Salon wurde der bevorzugte Ort der Darbietung (historisch nur von der Französischen Revolution unterbrochen); bestimmende Kennzeichen waren das sentiment, die Gefühle im Inhalt und in der Vortragsweise. Die kompositorischen Hauptvertreter vor 1800 waren Charles-Henri Plantade (1764–1839), Luigi Cherubini (1760–1842), Henri-Philippe Gérard (1760–1848), Pierre-Jean Garat (1762–1823), François-Adrien Boieldieu (1775–1834) und Henri Montan Berton (1767–1844). Vorher schon hatte die Romanze Einzug in die französische Opéra comique gehalten, beginnend mit Jean-Joseph Cassanéa de Mondonville (1711–1772; Titon et l’Aurore, 1753), gefolgt von Pierre Gaviniès (1728–1800; Le Prétendu, 1760) und François-André Danican Philidor (1726–1795; Le Bucheron, 1763), wobei eine Romanze meistens als Einlage zur Darstellung von Stimmungen und Gefühlen, oder eines Kolorits oder als eingeschobene Erzählung diente. Im Hinblick auf den Ursprung von Romanzen im Mittelalter spielen sie in Opern mit betreffenden Themen eine bedeutende Rolle. In der Oper Richard Löwenherz (1783) von André-Ernest-Modeste Grétry (1741–1813) ist die Romanze „Une fièvre brulant“ (Ein brennendes Fieber) nach Aussage des Komponisten „der Drehpunkt, um den sich das ganze Stück bewegt“. So stellten die „rührenden“ Romanzen anstelle bravouröser Arien das Kernstück solcher Opern dar. Als typisches weiteres Beispiel sei genannt „A peine sortie de l’enfance“ von Étienne-Nicolas Méhul (1763–1817) in seiner Oper Joseph, 1807. In Einzelfällen wurden Melodien sogar „leitmotivisch“ oder als Erinnerungsmotiv eingesetzt (Luigi Cherubini: Les Deux Journées, 1800, oder Méhul: Une folie, 1802). Einige dieser frühen Opern-Romanzen sind bis ins späte 19. Jahrhundert populär geblieben. Während der Französischen Revolution dienten Romanzen als politisches Propagandamittel, danach beherrschten sie wieder die bürgerlichen Salons. Der bekannteste Romanzensänger um 1800 war Pierre-Jean Garat.
Eine echte Weiterentwicklung nahm die Romanze nach 1800 nicht mehr. Harmonische Grundlage blieben die tonalen Hauptstufen (I, IV, V), beim Text blieb die Strophenform bestehen und die Begleitung war spieltechnisch einfach. Baron Paul-Charles Thiébault (1769–1846) schrieb ein Traktat über die Komposition und Darbietung von Romanzen (1813), und die umgesetzten Prinzipien von Einfachheit, Gefühlsbetontheit und leichter Realisierbarkeit führten zu einer weiten Verbreitung der Gattung in allen Gesellschaftsschichten, wobei Drucke, enthaltend sechs oder zwölf Romanzen, bald in großer Zahl verkauft wurden. Es wird berichtet, dass von der Sammlung Ma Normandie von Frédéric Bérats (1800–1855) binnen weniger Wochen 30 000 Stück abgesetzt wurden; der Komponist und Sänger Felice Blanghini (1781–1841) schreibt in seinen Lebenserinnerungen, dass er seine Sammlung Il est trop tard dem Pariser Verleger Leduc für 200 Francs verkauft hat, und dass dieser damit einen Gewinn von 20 000 Francs erzielt hat. Der Marktwert populärer Romanzen lag sehr hoch, beispielsweise 500 fr. für eine Einzelkomposition und bis zu 6000 fr. für die Sammlung von sechs Stücken eines Modekomponisten (J.-A. Delaire 1842); darüber hinaus trug eine gute bildliche Darstellung des Umschlagmotivs (Lithographie) erheblich zur erfolgreichen zahlenmäßigen Verbreitung einer Ausgabe bei. Teilweise wurden Romanzen auch in Gemeinschaftsarbeit hergestellt, indem Text, Melodie und Begleitung von verschiedenen Verfassern beigesteuert wurden.
Ab etwa 1830 gab es in Paris Zeitschriften, die nur zur Verbreitung von Romanzen erschienen, so von dem Redakteur und Sänger Antoine-Joseph Romagnesi (1781–1850) mit L’Abeille musicale (ab 1828), La romance (1833/34) und Le Ménestrel (ab 1834). Es kam zu einem Personenkult um Romanzensänger, die oft gleichzeitig als Komponisten wirkten. Nach Aussage des zeitgenössischen belgischen Musikhistorikers François-Joseph Fétis (1784–1871) aus dem Jahr 1829 hatten nach Pierre-Jean Garat folgende Romanzensänger nacheinander das „Szepter des Genres“ inne: unter anderen Martin-Pierre Dalvimare (1772–1839), Felice Blangini, Amédée de Beauplan (1790–1853), Auguste Mathieu Panseron (1796–1859), Édouard de Bruguière (1793 – nach 1853), aber auch Frauen wie Edmée Sophie Gail (1775–1819), Loïsa Puget (1810–1889) oder Pauline Duchambge (1778–1858), wobei der schon genannte Antoine Romagnesi der erfolgreichste war. Dieser publizierte auch die Abhandlung L’Art de chanter des romances (1846) mit detaillierten Anleitungen zur wirkungsvollen Wiedergabe von Romanzen; er empfiehlt dabei auch Zurückhaltung bei Verzierungen und eine von Herzen kommende Darbietung. Noch weiter ging Pauline Duchambge mit der Aussage, dass sie ihre Romanzen „mit ihren Tränen komponiert“.
Ab dem Jahr 1820 wurde die Romanze in Frankreich zum Sammelbegriff für alle Sololieder. Um die Mitte des Jahrhunderts gerieten Romanzen jedoch wegen ihres stereotypen Wesens in die Kritik und teilweise in die Abwertung; so stammt von dem Schriftsteller Marie-Henri Stendhal (1783–1842) der Satz „J’abhorre ce qui est la romance française“ („Ich verabscheue alles, was sich französische Romanze nennt“). In anderen Rezensionen über Romanzen-Sammlungen wurden die starke Ähnlichkeit von Romanzen untereinander kritisiert (Neue Zeitschrift für Musik 1858). Das allmähliche Bekanntwerden des Liedschaffens von Franz Schubert (1797–1828) in Frankreich ab 1835 hat wesentlich zur Abwertung der Romanzen beigetragen (Ernest Legouvé 1837 in der Revue et gazette musicale de Paris). Bei der Bezeichnung anspruchsvollerer Gesänge wurde die Bezeichnung mélodie anstelle von romance mehr und mehr üblich, und letztere Benennung wurde in der 2. Hälfte des 19. Jahrhunderts immer seltener benutzt; der Musiktyp lebte aber unter verschiedenen anderen Namen (vorrangig chanson) weiter.
In der französischen Oper der 1. Hälfte des 19. Jahrhunderts blieb die Romanze ein fester Bestandteil. Außer dem erwähnten Stück aus der Méhul-Oper Joseph erreichten auch die beiden Romanzen aus der Oper Cendrillon (1810) von Nicolas Isouard (1775–1818) größte Popularität. Der Gesang von Romanzen wurde gerne einfachen und schlichten Personen übertragen, so dem Landmädchen Alice aus der Normandie in der Oper Robert der Teufel (1831) von Giacomo Meyerbeer (1791–1864). Von ihm gibt es in anderen Werken formal und ausdrucksmäßig erweiterte Romanzen, so in seinen Opern Die Hugenotten (1836, Einfügung von rezitativischen und ariosen Abschnitten) und Die Gekreuzigten in Ägypten (1824), wo eine Scene romanza zum handlungstragenden Dialog wird. Von Meyerbeer gibt es darüber hinaus durchkomponierte Romanzen in den Opern Robert der Teufel (hier „Va! va! va!“) und Die Afrikanerin (1865, „Adieu, mon doux rivage“). Diesen Stücken fehlen alle für Romanzen wesentlichen Merkmale; hier ist nur die musikalisch unverbindliche Überschrift übrig geblieben. Nachdem die bisherige Nummernoper ab Mitte des 19. Jahrhunderts in den Hintergrund trat, verlor auch die Opernromanze ihre Bedeutung.

## Die vokale deutsche Romanze
Im späten 18. Jahrhundert gelangten die romances françaises als Teil der Opéras comiques nach ganz Europa, und der Begriff romances wurde in die anderssprachigen musikalischen Wörterbücher aufgenommen. Wegen der Beliebtheit dieser Gattung gerade in Deutschland erkannten Verlage und Musikalienhandel sehr bald die Möglichkeit des gewinnbringenden Verkaufs dieser einfachen Gesänge. Bei dem etwas gehobenen Bürgertum um 1800 kamen solche Stücke regelrecht in Mode. Als Folge davon sahen auch einheimische Komponisten in der Übernahme dieses Stils die Chance zum raschen Erfolg. Einer der ersten, der mit der Komposition von Texten als französische Romanzen hervortrat, war Johann Gottlieb Naumann (1741–1801), der hierfür die Bezeichnung „Ariette“ verwendete. Weitere Komponisten dieser Richtung waren beispielsweise Ignaz Pleyel (1757–1831), Friedrich Heinrich Himmel (1765–1814), Conradin Kreutzer (1780–1849), Johann Friedrich Heinrich von Dalberg (1760–1812), Augustin Harder (1775–1813) und Ferdinando Paër (1771–1839), die eine große Zahl von nachahmenden Salon-Romanzen von kurzer Lebensdauer auf den Markt brachten.
Eine eigenständige Komposition von Romanzen entstand daneben auf der Grundlage von Balladendichtungen. Der deutsche Dichter Johann Wilhelm Ludwig Gleim (1719–1803) verfasste 1756 seine „Drei Romanzen“, woraus sich das Verständnis von Romanzen als „gehobenen Bänkelgesang“ ergab. Als Reaktion darauf gab Johann Friedrich Löwen (1727–1771) Romanzen mit Melodien heraus, vertont von Johann Adam Hiller (1728–1804); typisch für diese Romanzen waren lange Titel, blutige und schauerliche Motive, Anrufung der Zuhörer, genaue Orts- und Namensangaben sowie eine abschließende „Moral“. Im Jahr 1767 folgte Daniel Schiebeler (1741–1771) mit der Herausgabe von „travestierten“ Werken von antiken Dichtern, die er „Romanzen“ betitelte, mit Inhalten aus der antiken Mythologien, die ebenfalls von Hiller in Musik gesetzt waren. Nachdem von dem englischen Dichter Thomas Percy (1729–1811) im Jahr 1765 die „Reliques of Ancient English Poetry“ erschienen waren, wirkten diese als entscheidende Anregung auf den bekannten deutschen Dichter und Theologen Johann Gottfried Herder (1744–1803), unter dessen Einfluss sich bald die Richtung durchsetzte, dass Romanzen als episch-lyrische Dichtungen verstanden wurden, teilweise gleichbedeutend mit der Ballade, teils als Ergänzung zu ihr. Auch Johann Wolfgang von Goethe (1749–1832) pflegte die Romanze in diesem Sinne. Später bildete sich heraus, dass Balladen mehr mit „nördlich und düster“ und Romanzen mehr mit „südlich, warm und mild“ assoziiert wurden; oder nach Ansicht des Ästhetikers Friedrich Theodor Vischer (1807–1887) entsprechen die Charaktere von Romanze und Ballade dem Verhältnis von „Dur“ zu „Moll“ (Aesthetik, Band 4, Stuttgart 1857). Das Theaterstück „Leonore“ von Gottfried August Bürger (1747–1794) wurde als Musterbeispiel für diese Dichtungsgattung angesehen.
In Frankreich kam es dagegen nicht zu einer solchen Unterscheidung; die Frage wurde nur vereinzelt angesprochen (z. B. der Beitrag „Sur la ballade“ in Gazette musicale Nr. 1, 1834). In Deutschland behielten die Vertonungen dieser Dichtungen jeweils diese Bezeichnungen bei, und das stilistische Ideal des „Romanzentons“ war eine erzählende, also wortbetonte Vortragsweise (Gerhard Friedrich Wolf in seinem „Kurzgefassten musikalischen Lexikon“, Halle 1787). In den späten 1820er Jahren kam es zur Gleichsetzung von „im Romanzenton“ und „romantisch“ durch den Publizisten Johann Ernst Häuser: „Romanze oder Erzählungslied ist ein Gesangsstück [...] mit gefälliger, natürlicher, ländlicher Melodie [...]; hiernach lässt sich der Ausdruck »im Romanzenton« oder »romantisch« leicht erklären“ (Musikalisches Lexikon, Band 2, Meißen 1828); hauptsächlich im frühen 19. Jahrhundert wurden beide Begriffe oft als Attribute für bestimmte Lieder genommen. „Im Romanzenton“ wurde vereinzelt auch als Vortragsbezeichnung verwendet, so bei Johann Friedrich Reichardt (1752–1814) und Carl Friedrich Zelter (1758–1832). Zitat: „Nach kurzer Einleitung fängt der Gesang im ganz einfach erzählenden Romanzenton an“ (Allgemeine musikalische Zeitung Nr. 20, Leipzig 1818).
Das deutsche Singspiel im letzten Viertel des 18. Jahrhunderts kannte, im Unterschied zur französischen Opéra comique, Romanzen als Einlagen mit erzählender Funktion über Ereignisse fern vom Bühnengeschehen, wobei Themen aus dem „legendären Mittelalter“ besonders beliebt waren. Der Komponist Georg Anton Benda (1722–1795) verarbeitete in seinem Singspiel „Das Findelkind“ (1787) die literarischen Romanzen „Zu Landgraf Ludwigs Zeiten“ aus E. W. Wolfs „Der Abend im Walde“ sowie „Ihr Mann hieß Herr von Lilienfeld“. Als Beispiel für exotische neben historisierenden Themen gilt die Romanze „Im Mohrenland gefangen war“ aus dem Singspiel „Die Entführung aus dem Serail“ (1780/81) von Wolfgang Amadeus Mozart (1756–1791). Nach Auffassung des deutschen Dichters Novalis (Friedrich von Hardenberg, 1772–1801) war romantische Poetik „die Kunst, auf eine angenehme Art zu befremden, einen Gegenstand fremd zu machen und doch bekannt und anziehend“. In diesem Sinne erhielt die Romanze in der aufkommenden deutschen romantischen Oper eine erhöhte Bedeutung, wurde sogar zum Grundmuster und vermittelte „romantische Stimmungen“ im Sinne von dämonisch, bizarr oder wenigstens „irgendwie fremdartig“. Herausragende Beispiele dafür sind die Romanzen in der Oper „Undine“ (1816) von Ernst Theodor Amadeus Hoffmann (1776–1822), im „Freischütz“ (1821, die Romanze des Ännchen „Einst träumte meiner sel’gen Base“) und in „Euryanthe“ (1823) von Carl Maria von Weber (1786–1826), in „Der Vampyr“ (1828) von Heinrich Marschner (1795–1861), im „Nachtlager in Granada“ (1834) von Conradin Kreutzer und in Peter Joseph von Lindpaintners (1791–1856) „Die Macht des Liedes“ (1836). Bezeichnenderweise enthält Kreutzers ‚spanische‘ Granada-Oper gleich drei Romanzen. Ein Beispiel aus der deutschen Komischen Oper ist die Romanze des Fenton „Horch, die Lerche singt im Hain“ aus der Oper „Die lustigen Weiber von Windsor“ (1849) von Otto Nicolai (1810–1849).
Die deutschen Volksliedsammler verwendeten schon vor 1800 den Begriff der Romanze, so Friedrich David Gräter (1768–1830) die „Jägerromanzen“ in seiner Veröffentlichung „Über die teutschen Volkslieder und ihre Musik in Bragur“ (1794); besonders bekannt wurden die durch den Titel benannten Romanzen in der Sammlung „Des Knaben Wunderhorn“ (1806) von Achim von Arnim (1781–1831) und Clemens Brentano (1778–1802). Dies gilt ebenso für die Volksliedsammlungen von Johann Gustav Gottlieb Büsching (1783–1829) und Von der Hagen (Sammlung deutscher Volkslieder, Berlin 1807), weiterhin von Joseph Goerres (1776–1844; Altdeutsche Volks- und Meisterlieder, Frankfurt am Main 1817), Joseph Georg Meinert (1773–1844; Alte teutsche Volkslieder in der Mundart des Kuhländchens, Wien / Hamburg 1817), August Zarnack (1777–1827; Deutsche Volkslieder, Berlin 1818 und 1820) und auch von Andreas Kretzschmer (1775–1839; Deutsche Volkslieder mit ihren Originalweisen, Band 1, Berlin 1840). Nach heutiger Klassifizierung werden solche Erzählgesänge als Volksballaden bezeichnet.
Wenn auch dem Typ einer Romanze die Strophenform mit derselben Melodie für jede Strophe von Anfang an entsprach, wurden später auch durchkomponierte Lieder (andere Melodien für jede folgende Strophe) Romanzen genannt; typische Beispiele sind die Lieder „Ein Fräulein klagt im finstern Turm“ (D 114), „Romanze des Richard Löwenherz“ (D 907) und das Fragment gebliebene „In der Väter Hallen ruhte“ (D 144) von Franz Schubert. Hier liegen Romanzen nur dem Inhalt nach vor, stilistisch fehlt jede Andeutung eines Romanzentons. Die Romanze trat ab der Mitte des 19. Jahrhunderts zugunsten der Ballade zunehmend in den Hintergrund. In der Sammlung op. 9 von Carl Loewe (1796–1869) verwendete der Komponist das Wort „Romanze“ nur im Titel; Robert Schumann (1810–1856) gebrauchte diesen Begriff in den vier Liedsammlungen op. 45 und op. 49 („Die beiden Grenadiere“) sowie in op. 53 und op. 64, und in den „Romanzen und Balladen für gemischten Chor“ op. 67, op. 75, op. 145 und 146. In der zweiten Hälfte des 19. Jahrhunderts verwendete Johannes Brahms (1833–1897) diese Bezeichnung in seinen Werken „Lieder und Romanzen“ op. 14, „Romanzen aus Ludwig Tiecks Magelone“ op. 22, „Zwölf Lieder und Romanzen für Frauenchor a cappella“ op. 44 und „Romanzen und Lieder für eine oder zwei Stimmen“ op. 84.

## Die vokale Romanze in Skandinavien, Italien, England und Russland
Vorrangig durch die Opéra comique verbreitete sich die französische Romanze im späten 18. Jahrhundert in den Musikzentren außerhalb Frankreichs und Deutschlands. Sie fand oft Eingang in die so genannten Nationalopern, weil sie wegen ihrer melodischen und dichterischen Einfachheit besonders gut für die Darstellung nationaler Eigenheiten verwendet werden konnte, beispielsweise in der Oper „Fiskerne“ (Kopenhagen 1780) von Johan E. Hartmann. Die Romanze hat ein besonderes Gewicht im Bereich der skandinavischen Volksmusik; im Vorwort ihrer Volksliedsammlung „Svenska folkvisor från fortiden“ (Stockholm 1814) verwenden die Herausgeber E. G. Geijer und A. A. Afzelius den Begriff „Romanze“ in der gleichen Bedeutung wie „Volkslied“. Abweichend davon hat Carl Envallson in seinem „Svenskt musikaliskt Lexikon“ (Stockholm 1802) die Romanze im Sinne von Rousseau definiert. In Dänemark erreichte die Komposition von Romanzen um 1800 eine Blüte, wobei neben Romanzen in Opern und französischen „Romances“ auch dänische Sololieder Romance genannt wurden. Dabei waren drei verschiedene Arten zu unterscheiden: die kunstvolle Romanze, die Romanze als Volkslied und die volkstümlich-einfache Romanze. Bei einigen Komponisten, wie Andreas Peter Berggreen (1801–1880) wurden Strophenlieder als Romanzen, durchkomponierte Lieder als Balladen bezeichnet.
In der italienischen Opera buffa hat die Romanze keine Rolle gespielt; erst der aus Deutschland stammende Komponist Simon Mayr (1763–1845) hat sie um 1810 in die italienische Oper eingeführt. Danach wurden kurze, langsame Arien in tragischen Opern als romanza bezeichnet, so beispielsweise das Stück „Cinta di fiori“ in der Oper „Die Puritaner“ (1835) von Vincenzo Bellini (1801–1835). Weitere erfolgreiche Romanzen haben besonders Gioachino Rossini (1792–1868) und Gaetano Donizetti (1797–1848) geschrieben („Una furtiva lagrima“ in der Oper „L’elisir d’amore“), so dass der Verleger Adolph Martin Schlesinger (1769–1838) in Berlin im Jahr 1838 eine Sammlung von Romanzen und Arietten beider Komponisten veröffentlichen konnte. Zu erwähnen ist auch die Romanze „Celeste Aida“ aus der Oper „Aida“ (1871) von Giuseppe Verdi (1813–1901). In der 2. Hälfte des 19. Jahrhunderts nahmen solche Romanzen größere Formen an, so das Stück „Torna ai felici di“ in der Oper „Le Villi“ (1884) von Giacomo Puccini (1858–1924). Mit dem Aufkommen der veristischen Oper ist dann die italienische Opernromanze völlig verschwunden.
In England wurde das Wort romance nicht für das Volkslied verwendet, dafür war ballad oder ode üblich. Nach der genannten Abhandlung von Thomas Percy über „metrical romances“ im dritten Band seiner „Reliques“ verstand man darunter mittelalterliche Verserzählungen, und Joseph Ritson veröffentlichte ein Buch mit Ancient English Metrical Romances (London 1802).
In Russland war im 18. Jahrhundert für Lieder in russischer Sprache der Ausdruck rossijskaja pesnja üblich. Nach dem Dekabristenaufstand im Jahr 1825, getragen von intellektuellen Offizieren, mit dem auch die intellektuelle Oberschicht Russlands sympathisierte, ist eine neue Lyrik entstanden. Diese kam von Dichtern, die beinahe alle in diesem Zusammenhang oder später in die Verbannung gehen mussten, so Alexander Puschkin (1799–1837), Wassili Schukowski (1783–1852), Afanassi Fet (1820–1892), Michail Lermontow (1814–1841), Anton Delwig (1798–1831), Wilhelm Küchelbecker (1797–1846), Alexei Wassiljewitsch Kolzow (1809–1842), Nikolai Platonowitsch Ogarjow (1813–1877) und Fjodor Nikolajewitsch Glinka (1786–1880). Sie vertraten eine Lyrik von geschmeidigerer Sprache mit den Themen Einsamkeit, Abschied, Trennung, Verbannung und Lebensüberdruss, von Freundschaft in Zeiten politischer Unterdrückung und auch von Selbstmitleid. Für das auf solche Lyrik komponierte Kunstlied tauchte romans als Begriff einer neuen musikalischen Gattung auf, zur Unterscheidung vom Volkslied (rossijskaja pesnja oder narodnaja pesnja), zum einfachen, volkstümlichen Lied (pesnja) oder zur jüngeren städtischen Folklore (bytovaja pesnja oder bytovoj romans).
In der 1. Hälfte des 19. Jahrhunderts hat sich mit den Romanzen von Alexander Alexandrowitsch Aljabjew (1787–1851), Alexei Nikolajewitsch Werstowski (1799–1862), Alexander Jegorowitsch Warlamow (1801–1848), Alexander Lwowitsch Guriljow (1803–1858), Michail Glinka (1804–1857) und Alexander Sergejewitsch Dargomyschski (1813–1869) eine teils lyrische, teils sehr virtuose Gattung von Vokalmusik herausgebildet, die eine große Nähe zur originalen Folklore hatte. Alle genannten Komponisten haben auch Volkslieder in gehobener Weise arrangiert. Diese russischen Romanzen strahlten auf den Gesangsstil der noch jungen russischen Nationaloper aus und bildeten eine Anknüpfung für das „Petersburger Mächtige Häuflein“ und für Peter Iljitsch Tschaikowski (1840–1893). Die künstlerische Selbstfindung dieser Generation, die in den 1860er Jahren an die Öffentlichkeit trat, lief meistens über diese musikalische Richtung. Dargomyschski schrieb einige realistische und satirische Szenen mit den Namen Meljnik („Der Müller“, nach Puschkin), Staryj kapral („Der alte Korporal“) und Tschervjak („Der Wurm“, beide Texte von Wassili Kurotschkin), sozusagen als Vorarbeit zur Rezitativ-Oper Kamennyj gost („Der steinerne Gast“, nach Puschkin, Uraufführung 1872). Der Publizist V. Stasov hat die Komponisten des „Mächtigen Häufleins“ ermuntert, diese Romanzen als Modell zu nehmen, bevor sie sich an Opern wagen würden. Besonders erwähnenswerte Beispiele sind hier auch die Lieder von Alexander Borodin (1833–1887) auf eigene Texte mit ihrem Ausblick auf den musikalischen Impressionismus und die zahlreichen Lieder von Modest Mussorgski (1839–1881). Diese Werke lassen die bisherigen Konventionen hinsichtlich Melodie, Harmonik und Rhythmik hinter sich und stellen Wegbereiter für Mussorgskis Opern dar. Die gleiche musikgeschichtliche Bedeutung haben Mussorgskis Liederzyklen, auch wenn die Bezeichnung romans nicht ausdrücklich verwendet wurde.
Auch Peter Tschaikowski und nach ihm die jüngere Generation russischer Komponisten verwenden die Bezeichnung romans zusammen mit einem elegisch-lyrischen Tonfall; dieser Gattungsbegriff blieb bis in die Ära der Sowjetunion und danach für das Kunstlied bestehen. Man unterschied allerdings weiterhin zwischen pesnja (Lied) für einfache oder folkloristische Texte und romans für die Lyrik aus dem 19. Jahrhundert. Dagegen wurde spätestens seit den Vertonungen von Texten von Konstantin Dmitrijewitsch Balmont (1867–1942) und Anna Andrejewna Achmatowa (1889–1966) durch Sergej Prokofjew (1891–1953) der Ausdruck stichotvorenie (Gedicht) für die Vertonung von Literatur des 20. Jahrhunderts üblich. Diese Unterscheidung nach drei Liedtypen, je nach literarischem Anspruch, lässt sich beispielhaft an dem Liedschaffen von Dmitri Schostakowitsch (1906–1975) erkennen.

## Die instrumentale Romanze in der europäischen Musik
Etwa ab dem Jahr 1750 kamen in Frankreich, parallel zur vokalen Romanze, gleichnamige Instrumentalstücke auf, und zwar als Satz eines Werks, meistens als langsamer Mittelsatz von Konzert oder Symphonie, aber auch als selbständige, einsätzige Komposition. Das früheste bekannte Stück ist der Mittelteil des Schlusssatzes der 2. Symphonie (1752) von Joseph-Barnabé Saint-Sevin (genannt L’Abbé, 1727–1803), den er „Romanza minore“ nennt. François Joseph Gossec (1734–1829) schreibt in seiner Sinfonie op. 5 Nr. 2 (1761) eine „Romanza andante“, ein frühes Beispiel für einen solchen Mittelsatz. Die typischen Eigenschaften derartiger Mittelsätze, die mit „Romanze“ überschrieben sind, sind ein mäßig langsames Tempo, eine sangliche Melodie, ein einfacher harmonischer Aufbau und eine deutliche Unterscheidung zwischen Melodiestimme und Begleitung. Wolfgang Amadeus Mozart setzt etwa seit 1780 Romanzen in verschiedene nicht-vokale Werke ein; dazu gehören der fünfte Satz seiner Bläserserenade B-Dur „Gran Partita“ KV 361 (1781), der zweite Satz des Hornkonzerts Es-Dur KV 447 (1783), der zweite Satz des Hornkonzerts Es-Dur KV 495 (1786), der zweite Satz des Klavierkonzerts d-Moll KV 466 (1785) sowie der zweite Satz von „Eine kleine Nachtmusik“ G-Dur KV 525 (1787). Der Komponist benutzt die französische Schreibweise romance und schreibt die Stücke in Rondoform. Vom jungen Beethoven gibt es eine Romance cantabile e-Moll für Klavier, Flöte, Fagott und kleines Orchester (erwähnt bei WoO 37), entstanden um 1789, der Mittelsatz einer Komposition, deren restlichen Sätze verloren gegangen sind. Der deutsche Musiktheoretiker Heinrich Christoph Koch (1749–1816) schreibt in seinem „Versuch einer Anleitung zur Composition“, Band 3 (Leipzig 1787): „In neueren Concerten pflegt man aber auch oft statt des gewöhnlichen Adagio eine so genannte Romanze zu setzen“, und weiter: „... sie anjetzt noch blos in langsamer Bewegung gesetzt wird“.
Auch im 19. Jahrhundert werden Romanzen als langsame, kantable Mittelsätze eingesetzt, wobei neben der Rondoform oft auch die dreiteilige Liedform (A-B-A) vorkommt, im Mittelteil auch tonal kontrastierend. Beispielsweise steht die Romanze im Mittelteil von Robert Schumanns Symphonie d-Moll op. 120 in Dur, die beiden Außensätze in Moll. Frédéric Chopin (1810–1849) nennt den zweiten Satz seines Klavierkonzerts e-Moll op. 11 „Romanze“, welche besonders seinem Nocturne op. 9 Nr. 2 nahesteht. Dabei bringt er die Musik mit einer „Träumerei im schönen Lenz, jedoch im Mondenschimmer“ in Verbindung (Alfred Cortot: „Chopin. Wesen und Gestalt“, Zürich 1954). Auch nennt sich der 2. Satz des Streichquartetts c-Moll op. 51 Nr. 1 (1865/73) von Johannes Brahms „Romanze“, während Max Reger (1873–1916) diese Bezeichnung nur einmal bei mehrsätzigen Werken verwendet, nämlich in seiner Suite für Orgel g-Moll op. 92.
Als Titel von einsätzigen Werken kommt „Romanze“ wesentlich öfter vor. Nachdem in der 2. Hälfte des 18. Jahrhunderts viele Lieder für Singstimme und Klavier auch für Klavier allein eingerichtet wurden, gelangten sehr viele Lieder in das Klavier-Repertoire und damit auch viele Romanzen. In seiner Klavierschule schreibt der Komponist Daniel Gottlob Türk (1750–1813) von der „Romanze, welche sich jetzt auch in die Instrumentalmusik eindrängt“. Die gleichen Eigenheiten wie die vokalen Romanzen sollten auch die instrumentalen haben; so schreibt der Herausgeber Heinrich Philipp Bosseler (1744–1812) in dem „Elementarbuch der Tonkunst zum Unterricht beym Klavier“ (Band 1, Speyer 1782): „Dieses Wort bezeichnet einen sanften, fliessenden Gesang in der Bewegung eines Andantino“. In den darauf folgenden Jahrzehnten entstanden von vielen Komponisten eine überaus große Zahl von „Hand-“ und „Charakter-Stücken“, davon auch viele Romanzen, meistens für Klavier. Dass die Titel durchaus austauschbar waren, zeigt ein Blick auf die Nocturnes von John Field (1782–1837), die in etlichen Fällen auch als Romances veröffentlicht wurden.
Der bereits genannte Heinrich Christoph Koch äußerte sich im Jahr 1802 ausführlich zur instrumentalen Romanze: „man bezeichnet dasjenige Rondo, welches in einem dem Adagio oder Largo eigentümlichen Zeitmaße vorgetragen werden soll, gemeiniglich mit dem Namen Romanze“. Er hat diese Rondoform und deren Erweiterungen wohl in erster Linie bei süddeutschen Komponisten wie Frantisek Antonín Rosetti (Franz Anton Rösler, um 1750–1792) gesehen. Dagegen schreibt J. G. L. von Wilcke im Musikalischen Handwörterbuch (Weimar 1786), dass die Romanze „eine eigene Art von muntern Tonstücken“ sei. Tatsache ist, dass die vielen Kompositionen, die mit Romanze oder Romance überschrieben wurden, so unterschiedlich waren, dass sie keine eigene Gattung darstellen konnten; häufig war diese Betitelung mehr im Sinne einer Charakter- oder Vortragsbezeichnung gemeint. Diese Deutung wird auch im Encyclopädischen Wörterbuch (Band 2, Zeitz 1823) unterstützt: „Oft werden auch für Instrumentalmusik gesetzte Stücke mit ‚Romanzen‘ überschrieben, dadurch den Charakter anzuzeigen, in welchem sie vorgetragen werden sollen“.
In den französischen Salons des ausgehenden 18. und des 19. Jahrhunderts diente neben der gesungenen Romanze bald die Romanze für Klavier als gefällige Gebrauchsmusik zur Unterhaltung des Publikums, auch wenn letztere hier in den 1840er Jahren noch relativ neu war. Hierzu schrieb H.-L. Blanchard (sinngemäß): „... eine neue Art Romanze, zu der sich die Pianisten zusammengetan haben, um diesen gefälligen Titel für bequeme, neu zu erstellende Musik zu verwenden“ (Revue et gazette musicale de Paris Nr. 10, 1843). Im weiteren Verlauf des 19. Jahrhunderts wurde die Art der Stücke, die Romanze genannt wurden, immer beliebiger, und oft genügte zur Wahl dieses Titels eine gewisse Nähe zu „romantisch“. Diese Beliebigkeit wird beispielsweise deutlich an den „Drei Romanzen“ für Klavier op. 28 (1839/40) von Robert Schumann, wo die dritte schon durch ihre Länge und die beiden eingeschobenen Intermezzi den Rahmen dieser Gattung sprengt.
Auch andere Instrumentalbesetzungen, darunter Gitarrenarrangements von Romanzen wie „La Sentinelle“ (komponiert von Alexandre-Étienne Choron), finden sich im Repertoire der bekannten Interpreten des 19. Jahrhunderts.
Künstlerisch gehobene Romanzen für Klavier kamen von Adolf Jensen (1837–1879) in seinem op. 19 und von Peter Tschaikowski (op. 5). Instrumentale Romanzen für größere Besetzung sind bekannt geworden von Ludwig van Beethoven (die Romanzen für Violine und Orchester G-Dur op. 40 und F-Dur op. 50) und von Carl Maria von Weber (Romanza siciliana g-Moll, 1805). Eine zunehmende Zahl von Romanzen für Orchester kommt ab der 2. Hälfte des 19. Jahrhunderts vor allem von skandinavischen Komponisten, so von Johan Severin Svendsen (1840–1911) in seinem op. 26, von Christian Sinding (1856–1941), Jean Sibelius (1865–1957), Wilhelm Stenhammar (1871–1927), Wilhelm-Olaf Peterson-Berger (1867–1942) und Edvard Grieg (1843–1907). Gattungsbeiträge aus England stammen beispielsweise von Edward Elgar (1857–1934; Romanze für Fagott u. Orch. op. 62), Ralph Vaughan Williams (1872–1958; Romanze für Mundharmonika u. Orch.) und Gerald Finzi (1901–1956, Romanze für Streichorch. op. 11). Darüber hinaus haben sich auch prominente mitteleuropäische Komponisten der instrumentalen Romanze gewidmet, so Antonín Dvořák (1841–1904) in seinem op. 11, Max Bruch (1838–1920) in der Romanze für Orchester op. 42 (1874) und Max Reger in seinen Romanzen für Violine und kleines Orchester op. 50 (1900). Gemeinsam ist diesen Romanzen bei formal freiem Aufbau ein melancholischer und kantabler Tonfall. Instrumentale Bearbeitungen von Romanzen für Singstimme, besonders aus Opern, haben sich im ganzen 19. Jahrhundert bis ins 20. Jahrhundert großer Popularität erfreut. Der produktivste Bearbeiter dieser Art war in Deutschland Johann Heinrich Carl Bornhardt (1774–1843), der im frühen 19. Jahrhundert mit seinen Übertragungen den Markt beherrschte. Gerade diese Bearbeitungspraxis beweist, dass der Zusammenhang zwischen der vokalen und der instrumentalen Romanze stets in gewissem Maß bestehen geblieben ist.